# Read On
Die Read On ist eine für den Englischunterricht konzipierte Sprachzeitung des Bremer Verlages Carl Ed. Schünemann KG.

## Inhalte
Read On erscheint seit den 1980er-Jahren einmal pro Monat und enthält Artikel über Großbritannien, die USA, Australien sowie andere Länder der englischsprachigen Welt. Die Artikel werden spezifisch für weniger Fortgeschrittene, in „easy English“ verfasst. Bei den Autoren handelt es sich ausschließlich um Muttersprachler mit sprachdidaktischer Erfahrung. Zudem wird für jugendliche Leser über Popstars, Film und Fernsehen, Mode, Websites und vieles mehr berichtet. Jeder Artikel wird durch ein umfassendes, bis in den Grundwortschatz reichendes Vokabular ergänzt, um die Lektüre ohne Wörterbuch zu ermöglichen.
Ferner finden sich auf der Homepage des Verlages Übungs- und Unterrichtsmaterialien zum Download („Online-Service“). Bestimmte Artikel werden auch als Audio-Dateien im MP3-Format angeboten. Diese dienen dem Hörverstehen und sind teilweise entsprechend didaktisiert.
Außerdem wird eine Auswahl Artikel gebündelt, in einem Arbeitsheft namens „Read On Update“, herausgegeben. Seit Oktober 2012 gibt es auch das Rätselheft „Word Puzzles“, das der spielerischen Erweiterung des Wortschatzes dient.
Neben der Read On bringt der Carl Ed. Schünemann Verlag auch noch sechs weitere Sprachzeitungen heraus: die World and Press (Englisch für  Fortgeschrittene), die Business World and Press (Business Englisch), die Revue de la Presse (französisch), die Revista de la Prensa (Spanisch), die Leggere l’Italia (italienisch) und die Presse und Sprache (Deutsch als Fremdsprache).